# Алекса Вуканович
Алекса Вуканович (серб. Aleksa Vukanović/Алекса Вукановић, нар. 18 червня 1992, Бачка-Паланка) — сербський футболіст, нападник клубу «Воєводина». Виступав також за низку сербських і закордонних клубів.

## Ігрова кар'єра
Алекса Вуканович народився 1992 року в місті Бачка-Паланка, та є вихованцем футбольної школи клубу «Герцеговац Гайдобра». У 2010 році Вуканович став гравцем клубу «ЧСК Челарево», в якій грав до 2014 року, після чого керівництво клубу віддало гравця в річну оренду до клубу «Бачка». У 2015 році нападник повернувся до клубу «ЧСК Челарево», де за рік став одним із головних бомбардирів клубу, відзначившись за сезон 11 забитими м'язами.
У 2016 році Алекса Вуканович став гравцем клубу Сербської Суперліги «Напредак» (Крушевац), де також став одним із головних бомбардирів клубу, за 3 роки відзначившись 30 забитими голами в 90 проведених матчах за клуб. У 2019 році нападник перейшов до одного із грандів сербського футболу «Црвена Звезда», проте в белградському клубі вже не відзначався високою результативністю, і за 3 роки в 50 матчах чемпіонату забив 11 голів.
У другій половині 2022 року Алекса Вуканович грав у складі китайського клубу «Мейчжоу Хакка», а на початку 2023 року став гравцем катарського клубу «Умм-Салаль». З другої половини 2023 року сербський нападник грає на батьківщині в клубі «Воєводина».

## Досягнення
«Црвена Звезда»
- Чемпіон Сербії: 2018–19, 2019–20, 2020–21
- Володар Кубка Сербії: 2020–21